# Khusra
Khusra (auf Panjabi, Hindi und Urdu) nennen sich etwa 10.000 in Pakistan lebende Transpersonen, die als Außenseiter mit einer gesellschaftlich akzeptierten Geschlechterrolle leben, von der Bevölkerung teils nur als Transvestiten angesehen. Im Gegensatz zu herkömmlichen pakistanischen Frauen in einer streng muslimischen Gesellschaft, dürfen Khusras sich grell schminken und auffällige Kleidung tragen. Sie sehen sich selber als ein drittes Geschlecht. Khusra werden von effeminierten Männern unterschieden, die sich keinen geschlechtsangleichenden Maßnahmen unterziehen möchten und sich Zenana nennen (in Nepal auch Meti, Kothi).
Khusra leben meistens in Wohngemeinschaften zusammen unter der Leitung eines Guru (Lehrer), der in der Regel ebenfalls Khusra ist. Traditionelle Khusras leben den Islam mit regelmäßigem Gebet, Almosen geben und Pilgerfahrten an die heiligen Stätten des Islam. Gerne werden Khusras zu Familienfeiern wie Geburtstagen und Hochzeiten eingeladen, um dort zu tanzen. Dieses soll nach pakistanischer Tradition Glück bringen. 
Eine den Khusra vergleichbare Gruppe sind die Hijra in Pakistan, Indien und Bangladesch.